# 东亚传统医学
东亚传统医学或东洋医学（日语：東洋医学），简称东医，是指源于东亚（包括中国、日本和韩国）的传统医学。
正如“东方”的范围具有多样性这个特点，东洋医学所包含的范围也不尽相同，会因背景和角度的不同而有所差异。 目前，日本传统医学界将东洋医学称为以古典医书为基础的药物疗法/堪布医学，以及用针灸刺激穴位和其他穴位的物理疗法/针灸医学的组合。 与 "西医 "相对的 "东医 "一词被认为是在甲午海战后扎根于日本的，随着 1950 年日本东洋医学会的成立，东洋医学一词也开始流行起来。
国际东洋医学会，成立于1976年，传统医学最大的学术大会是该学会每两年举办一次的国际东洋医学学术会议。

## 相目
- 生
- 中医学
- 日本汉方医学

## 考料
1. ↑  . www.x-mol.com.   [2024-01-06]. （原始内容存档于2024-01-06） （中文（中国大陆））.
2. ↑  . www.zcmu.edu.cn.   [2024-01-06]. （原始内容存档于2024-01-06）.
3. ↑  . stmjournal.tw.   [2024-01-06]. （原始内容存档于2024-01-06）.
4. ↑  真柳西洋医学と东洋医学” （页面存档备份，存于） ‘しにか’ 8巻11号、1997年
5. ↑  Grayson, Michelle. . Nature. 22 December 2011, 480 (7378): S81–S81. doi:10.1038/480S81a .
6. ↑  .   [2023-08-18]. （原始内容存档于2023-08-18）.

## 外部
- 东洋医学学术大会 （页面存档备份，存于）